# Гидрокарбонат рубидия
Гидрокарбона́т руби́дия — кислая соль щелочного металла рубидия и угольной кислоты 
с формулой RbHCO3,
бесцветные кристаллы,
растворяется в воде,
образует кристаллогидрат.

## Получение
- Получают пропусканием углекислого газа через раствор карбоната рубидия:

{\displaystyle {\mathsf {Rb_{2}CO_{3}+CO_{2}+H_{2}O\ {\xrightarrow {\ }}\ 2RbHCO_{3}}}}

## Физические свойства
Гидрокарбонат рубидия образует бесцветные кристаллы моноклинной сингонии, пространственная группа C 2, параметры ячейки a = 1,505 нм, b = 0,583 нм, c = 0,402 нм, β = 107°, Z = 4.
При температуре 245 К в соединении происходит фазовый переход.
Хорошо растворяется в воде,
растворяется в этаноле.
Образует кристаллогидрат состава RbHCO3·H2O.

## Химические свойства
- Водные растворы гидрокарбоната рубидия имеют слабощелочную реакцию из-за гидролиза по аниону:

{\displaystyle {\mathsf {2\ HCO_{3}^{-}+H_{2}O\ \rightleftarrows \ H_{2}CO_{3}+OH^{-}}}}
- При нагревании разлагается:

{\displaystyle {\mathsf {2\ RbHCO_{3}\ {\xrightarrow {175^{o}C}}\ Rb_{2}CO_{3}+CO_{2}\uparrow +H_{2}O}}}